# Штрајк чикашких кочијаша 1905.
Штрајк чикашких кочијаша 1905. (енгл. 1905 Chicago teamsters' strike) био је штрајк и локаут у лето 1905. у Чикагу. Штрајк је покренуо мали синдикат текстилних радника. Ускоро се проширио јер је готово сваки синдикат (унија) у граду, укључујучи кочијаше, почео да се залаже се за рад проводећи акције солидарности (симпатијске штрајкове). Кочијашима су противници били људи из Асоцијације послодаваца Чикага, велике коалиције послодаваца која је формирана неколико година пре синдикализације у Чикагу.
Штрајк је био насилан и смртоносан. Побуне су избиле 7. априла и трајале готово свакодневно до средине јула. Стотине и некада хиљаде радника-штрајкача и њихових присталица сукобљавало се са противницима штрајка и наоружаном полицијом. До краја јула, када је штрајк био завршен, 21 особа је убијена и 416 повређено. Ово је био други најсмртоноснији сукоб око пословања у америчкој историји 20. века (прва је побуна у Сент Луису 1917).
Судска сведочења крајем лета открила су да су разни послодавци (укључујући генералног управника Монтгомери ворда) били поткупљивани да проводе локаут над радницима. Сведочења су такође открила да су вође синдиката тражиле и примале мито како би окончали штрајкове. Сведочење је значајно смањило подршку јавности радничким синдикатима, а штрајк је убрзо пропао. Уопштено се сматра да је штрајк трајао 103 дана од датума када су кочијаши почели са стварањем напетости 6. априла до завршетка сукоба 19. јула, када се већина синдиката повукла из спора.
Сматра се да је штрајк један од најважнијих у америчкој историји 20. века због присутног насиља, своје јачине и интензитета међусиндикалне солидарности, као и начина на који је драматично ослабио подршку јавности синдикатима на нивоу цијеле нације.